# Lijst van voetbalinterlands Slowakije - Verenigde Staten
Deze lijst van voetbalinterlands is een overzicht van alle officiële voetbalwedstrijden tussen de nationale teams van Slowakije en de Verenigde Staten. De landen speelden tot op heden een keer tegen elkaar. Dat was een vriendschappelijke wedstrijd op 14 november 2009 in Bratislava.

## Wedstrijden
| № | Plaats     | Datum            | Competitie        | Wedstrijd                    | Uitslag |
| - | ---------- | ---------------- | ----------------- | ---------------------------- | ------- |
| 1 | Bratislava | 14 november 2009 | Vriendschappelijk | Slowakije – Verenigde Staten | 1 – 0   |

## Samenvatting
| Competitie        | Totaal gespeeld | Winst Slowakije | Gelijk | Winst Verenigde Staten | Doelsaldo Slowakije – Verenigde Staten |
| ----------------- | --------------- | --------------- | ------ | ---------------------- | -------------------------------------- |
| Vriendschappelijk | 1               | 1               | 0      | 0                      | 1 − 0                                  |
| Totaal            | 1               | 1               | 0      | 0                      | 1 − 0                                  |

## Details

### Eerste ontmoeting
De eerste en tot dusver enige ontmoeting tussen de nationale voetbalploegen van Slowakije en de Verenigde Staten vond plaats op 14 november 2009. Het vriendschappelijke duel, bijgewoond door 7.200 toeschouwers, werd gespeeld in het Tehelné pole in Bratislava, en stond onder leiding van scheidsrechter Stefan Meßner uit Oostenrijk. Hij werd geassisteerd door zijn landgenoten Klaus Strasser en Peter Moser. Het duel begon om 16:00 uur lokale tijd.
| Vriendschappelijk (Bratislava, Slowakije, 14 november 2009): |              | |
| Slowakije | 1 – 0        | Verenigde Staten |
| Marek Hamšík 26' (pen.) | goals        | |
| Vladimír Weiss | bondscoach   | Bob Bradley |
| Ján Mucha Ján Ďurica Marek Čech 90+1' Martin Škrtel Radoslav Zabavník Marek Hamšík 90+1' Vladimír Weiss 82' Miroslav Karhan 90+1' Róbert Vittek 68' Miroslav Stoch 61' Erik Jendrišek | opstellingen | Brad Guzan Steven Cherundolo Jonathan Spector 72' Carlos Bocanegra Jonathan Bornstein 82' Robbie Rogers Benny Feilhaber Michael Bradley 72' Clint Dempsey 82' Jozy Altidore 46' Connor Casey |
| Stanislav Šesták 61' Dušan Švento 68' Juraj Kucka 82' Peter Pekarík 90+1' Ján Kozák 90+1' Zdeno Štrba 90+1'                                                                           | wissels      | 46' Eddie Johnson 72' Clarence Goodson 72' Dax McCarty 82' Sacha Kljestan 82' Jeff Cunningham                                                                                                |